# Ochtrup
Ochtrup là một đô thị ở huyện Steinfurt, trong Nordrhein-Westfalen, Đức. Đô thị này tọa lạc khoảng 20 km về phía tây của Rheine và 20 km về phía đông của Enschede.